# Glödtråd

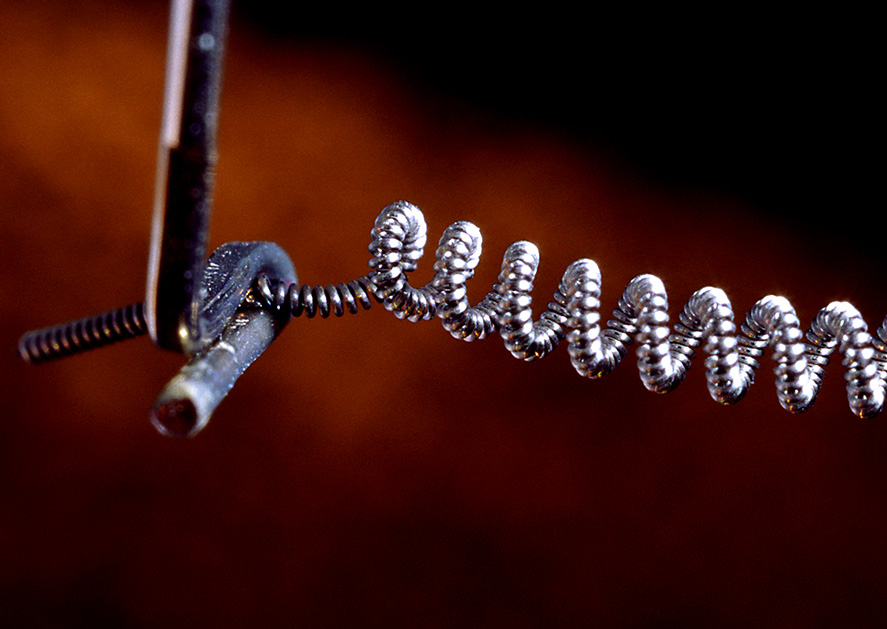
Glödtråd av en 200 watt glödlampa

Glödtråd, den aktiva beståndsdelen i en glödlampa. Material med hög resistans används för ändamålet, varav en liten del av den elektriska energin emitteras i form av elektromagnetisk strålning (företrädesvis ljus), medan merparten omvandlas till värme. Temperaturen i tråden är i närheten av smältpunkten, varav behov finns att hindra materialet att fasförändras genom sublimering för att inte förstöras. (Alla fast material (utom helium) sublimerar under sin trippelpunkt). Vanligtvis omges glödtråden av en gasblandning för att försvåra denna fasövergång. För glödlampor används volfram som trådmaterial.